# Juba
Juba är huvudstad i Sydsudan och är den administrativa huvudorten för delstaten Central Equatoria. Folkmängden uppgår till cirka 300 000 invånare. Fram till juli 2011 var Sydsudan en autonom region i Sudan och Juba var regionens huvudort. Staden är belägen vid Vita Nilen. Den 1 april 2011 bildades Juba City Council av de tidigare distrikten (payam) Juba, Kator och Munuki. Juba är ett kommersiellt centrum för jordbruksprodukter som produceras i det omgivande området. Dessutom är Juba en sydlig ändstation för flodtrafiken i Sydsudan.